# Кореец (канонерская лодка)
«Кореец» — мореходная канонерская лодка, принявшая в 1904 году совместно с крейсером «Варяг» участие в знаменитом бою у Чемульпо.

## Строительство
Канонерская лодка «Кореец» заложена в декабре 1885 года на верфи Бергзунд Меканиска в Стокгольме. Спущена на воду 7 августа 1886 года. Вступила в строй в 1887 году.

## Служба

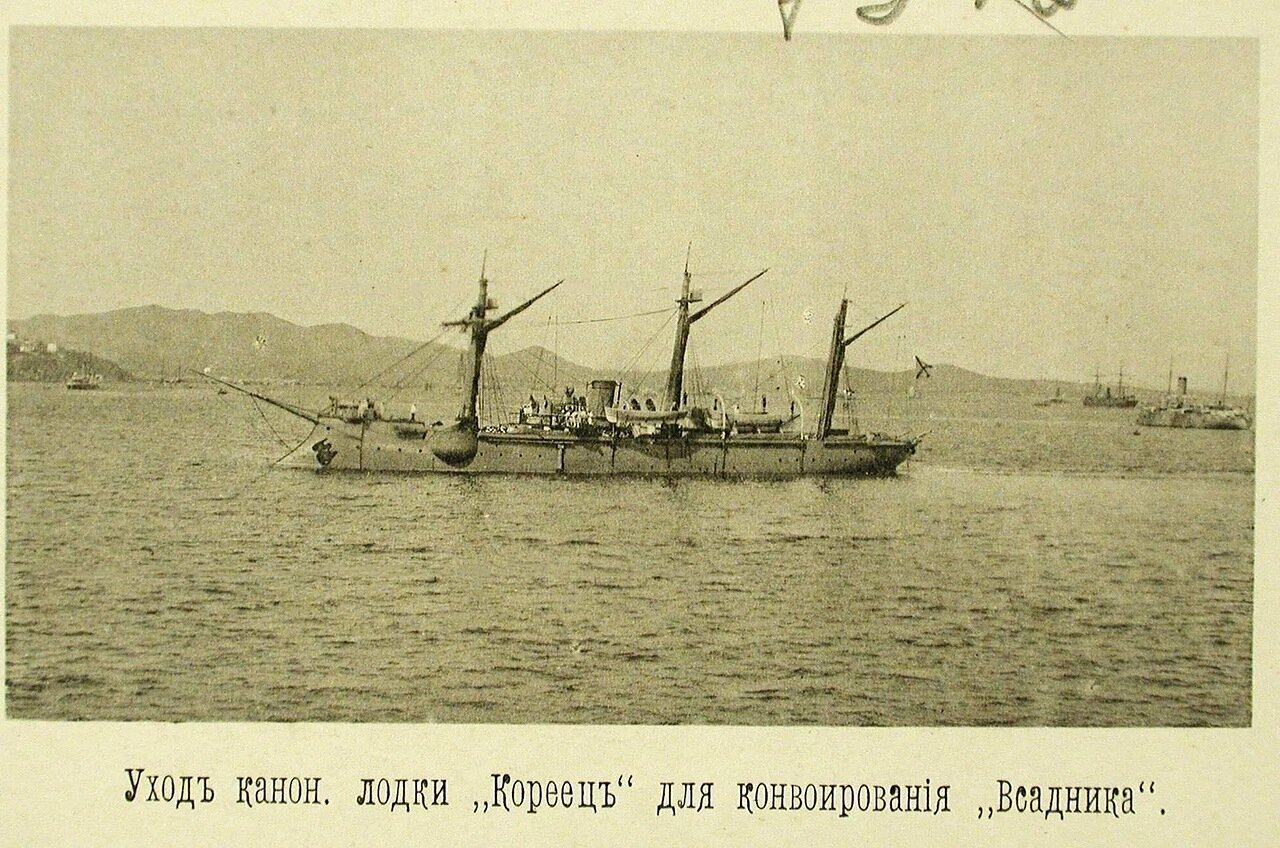
Чифу, канонерская лодка «Кореец» (20 мая 1895)

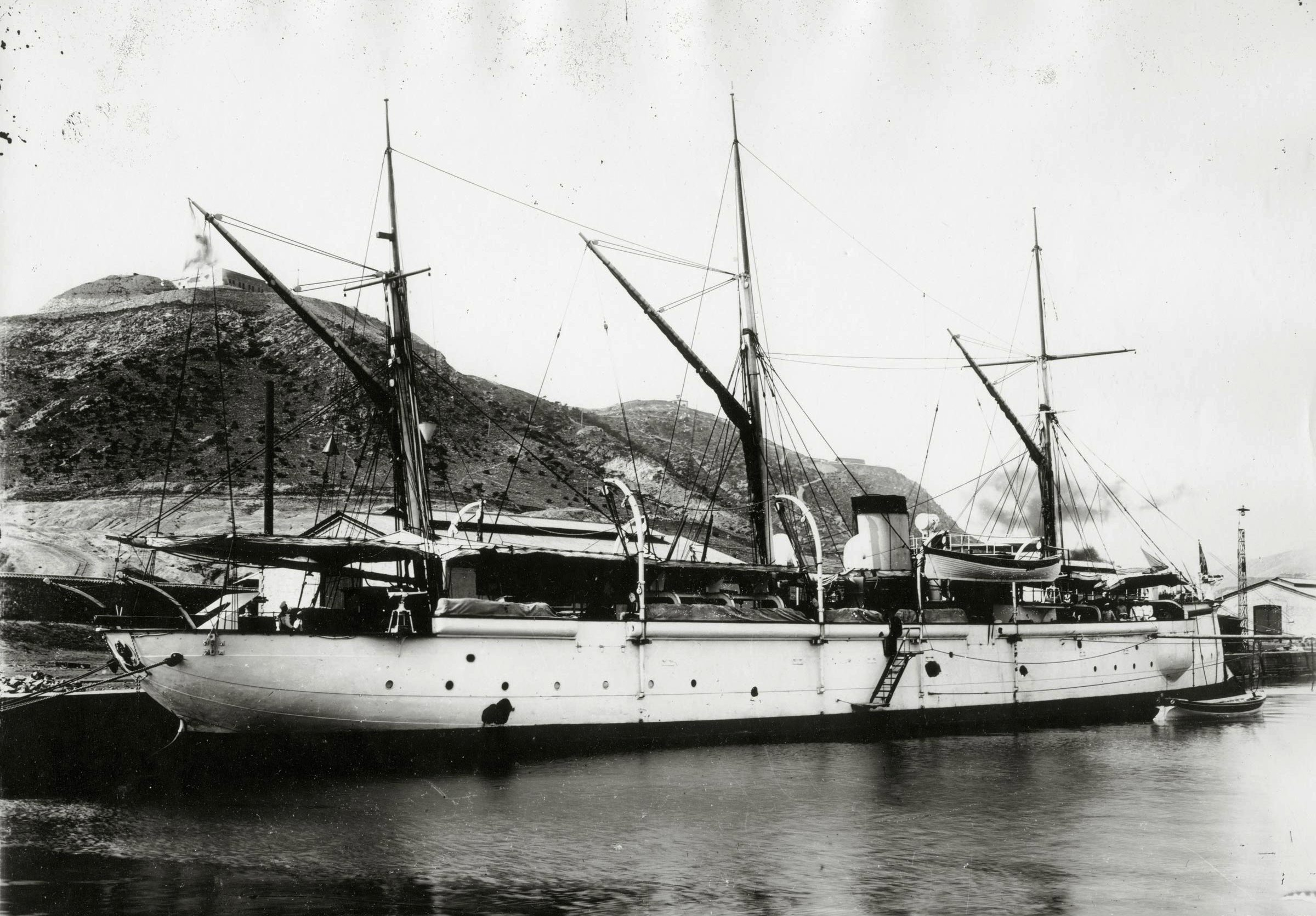
«Кореец» после боя с китайскими фортами (1900)

«Кореец» нёс службу на Дальнем Востоке, куда он перешёл с Балтики. В 1895 году принимал участие в манёврах и учениях Соединённой эскадры под командованием вице-адмирала С. П. Тыртова. В 1895—1900 годах «Кореец» нёс стационарную службу в японских, корейских и китайских портах.
В 1900 году, в составе международной эскадры принимал участие в подавлении восстания «боксёров». 16 мая «Кореец» покинул Порт-Артур вместе с отрядом адмирала М. Г. Веселаго, а 18 мая уже принял участие в боевых действиях. 4 июня «Кореец» вместе с канонерскими лодками «Гиляк» и «Бобр» и союзными канонерскими лодками участвовал в битве за форты Дагу, при этом получил 6 попаданий снарядов и потери: 9 убитых и 20 раненых. За доблесть в этом бою «Кореец» был награждён Георгиевским серебряным рожком. В честь убитого в бою офицера канонерской лодки, лейтенанта Е. Н. Буракова, был назван захваченный у Таку китайский миноносец.

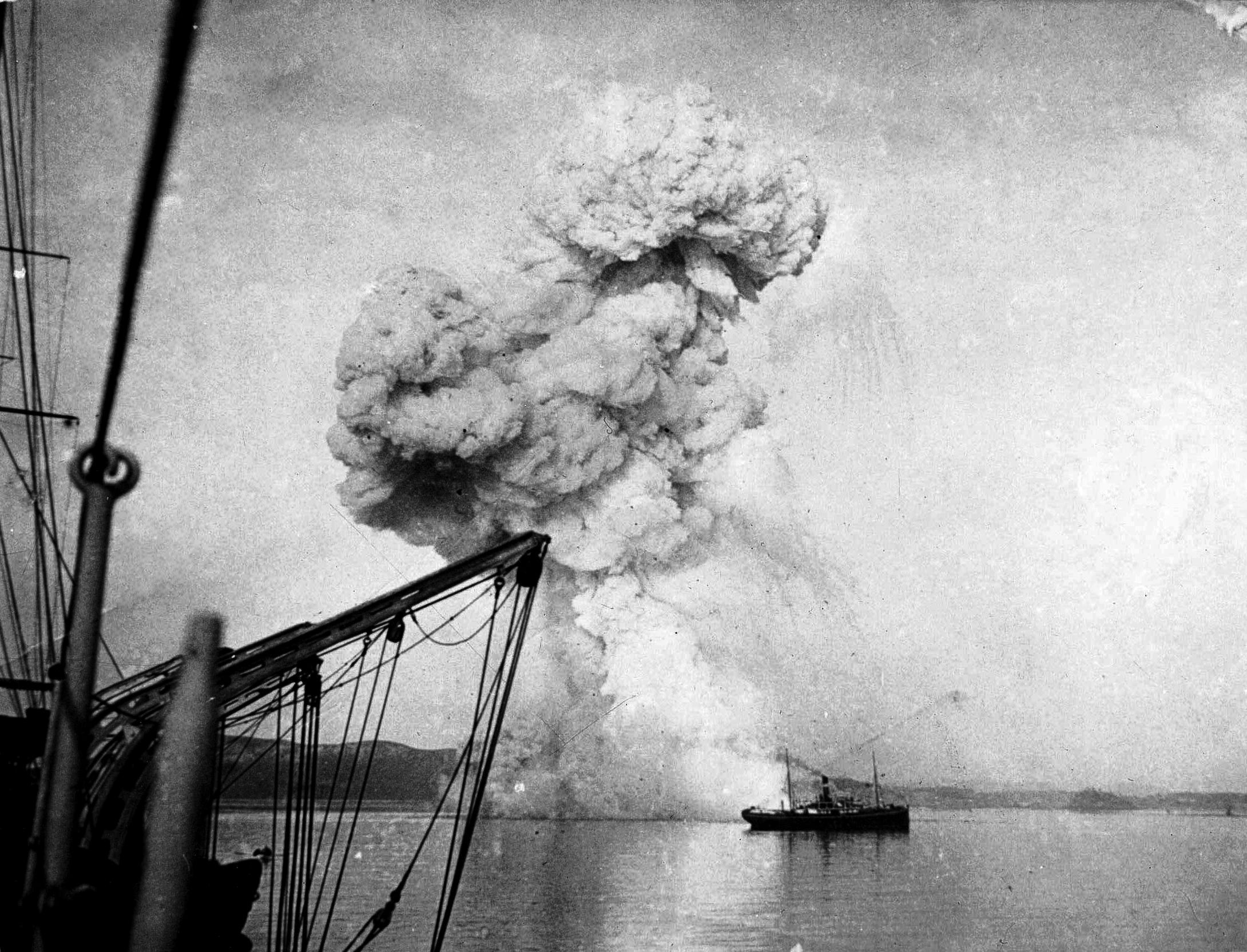
Подрыв «Корейца» (1904)

Перед началом Русско-японской войны 1904—1905 годов вместе с бронепалубным крейсером 1-го ранга «Варяг» (командир — капитан 1-го ранга В. Ф. Руднев) находился в корейском порту Чемульпо (ныне Инчхон) с целью защиты русских интересов. 8 февраля 1904 года «Кореец» был отправлен в Порт-Артур со срочной депешей наместнику, однако японская эскадра контр-адмирала С. Уриу, блокировавшая Чемульпо, преградила ему путь. По некоторым данным, после того, как командир «Корейца» капитан 2-го ранга Г. П. Беляев повернул назад, японские миноносцы выпустили по канонерке три торпеды, две из которых прошли мимо, а третья затонула в считанных метрах от борта. На «Корейце» был подан сигнал «отражение минной атаки» и сразу же, так как лодка входила на нейтральный рейд, «отбой». Но после этого сигнала комендор кормовой 37-мм пушки нечаянно выпустил по противнику 2 гранаты.
9 февраля 1904 года «Варяг» и «Кореец» вышли из Чемульпо и в 11:45 вступили в бой с японской эскадрой, который длился около часа. Бой проходил на большом расстоянии, поэтому большая часть снарядов «Корейца» не долетала до неприятеля. Японские же снаряды в основном давали перелёты, не причиняя лодке никакого вреда. За время боя корабль выпустил по противнику 52 снаряда; единственным повреждением было пробитое осколком японского снаряда таранное отделение. Потерь не было.

Медаль «За бой „Варяга“ и „Корейца“ 27 января 1904»

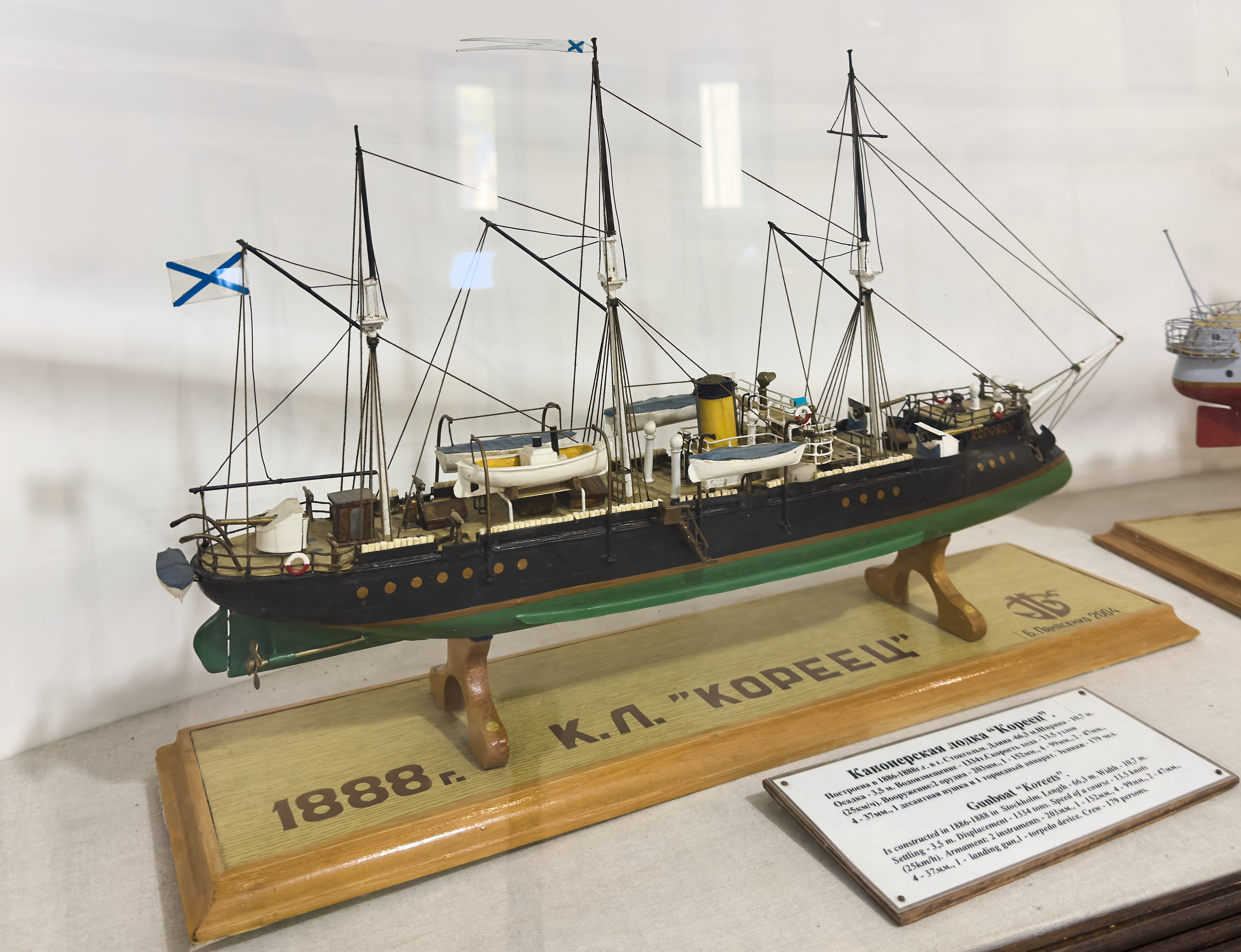
Модель в музее истории Владивостокской крепости

Чтобы не допустить захвата корабля японцами, после боя (в 15:55) «Кореец» был взорван на рейде Чемульпо. Взорвать лодку вызвались охотники: лейтенант Левицкий, мичман Бутлеров, младший инженер-механик Франк, боцманмат Яков Софронов, минный квартирмейстер Парфен Емельянов, артиллерийский квартирмейстер Николай Вогинов, писарь Павел Глазунов и матрос 1 ст. Иван Дьячков.
Экипаж был принят на борт французского крейсера «Паскаль» и доставлен в Сайгон. Вскоре экипаж вернулся в Россию. В Санкт-Петербурге все офицеры были награждены Орденом Святого Георгия 4-й степени, а члены команд — знаками отличия этого ордена.
В честь подвига моряков была учреждена специальная медаль «За бой „Варяга“ и „Корейца“ при Чемульпо», которой и были награждены все участники боя.
В 1905 году канонерская лодка «Кореец» была поднята японцами и сдана на слом.

## Командиры
- 10.08.1887 — 31.07.1889 — лейтенант Лилье, Владимир Александрович
- хх.хх.1889 — хх.хх.1893 — капитан 2-го ранга (с 01.01.1893 капитан 1-го ранга) Филисов, Фёдор Семёнович; в честь Ф. Ф. Филисова, как командира корабля, был назван мыс Филисова (Японское море, полуостров Корея, мыс обследован в 1891 году экипажем канонерской лодки «Кореец», тогда же было присвоено название мысу)[7];
- 01.01.1895 — хх.хх.1896 — капитан 2-го ранга фон Линдестрём, Владимир Владимирович
  - 28.12.1894 — 26.03.1895 — капитан 2-го ранга Лебедев, Иван Николаевич[8]
- ??.??.1896—19.05.1897 Н. Х. Йениш
- 19.05.1897—06.12.1898 П. И. Серебренников
- 06.12.1898 — 24.08.1900 — капитан 2-го ранга Сильман, Фёдор Фёдорович
- 24.08.1900 — хх.хх.1900 — капитан 2-го ранга Паренаго, Николай Николаевич
- ??.08.1901—??.12.1901 А. Я. Соболев
- ??.??.1901—??.??.190? И. М. Новаковский
- ??.??.1903—??.??.1904 Г. П. Беляев

### Офицеры канонерской лодки «Кореец» награждённые орденом Святого Георгия
1. Беляев, Григорий Павлович — капитан 2 ранга; командир КЛ «Кореец»,
2. Бирилёв, Павел Андреевич — мичман, штурманский офицер;
3. Бойсман, Владимир Васильевич — мичман, ревизор;
4. Бутлеров, Александр Михайлович — мичман, вахтенный начальник;
5. Засухин, Анатолий Николаевич — капитан 2 ранга, старший офицер;
6. Левитский, Александр Иванович — лейтенант, минный офицер;
7. Меркушев, Валерий Аполлинарьевич — судовой врач;
8. Степанов, Павел Гаврилович — лейтенант, артиллерийский офицер;
9. Франк, Валерий Александрович — судовой механик;

### Другие должности
- ??.??.1890—??.??.1891 вахтенный начальник А. А. Горшков[9]

## «Кореец II»
В 1906 году на Путиловском заводе была заложена ещё одна канонерская лодка с таким же названием, относившаяся к типу «Гиляк» (все 4 корабля серии носили имена канонерок, погибших в Русско-японской войне). «Кореец II» был взорван в августе 1915 года во избежание захвата противником во время Сражения за Рижский залив.